# Evangelický kostel (Krnov)
Evangelický kostel se nachází na Husově náměstí na katastrálním území Krnov-Horní Předměstí v části obce Pod Bezručovým vrchem v Krnově v okrese Bruntál. Novogotický kostel byl postaven na začátku 20. století a se svou věží 52 metrů vysokou je jednou z dominant v Krnově. Je chráněn jako kulturní památka České republiky od roku 1986 a je zapsán v Ústředním seznamu kulturních památek ČR. Kostel náleží pod Farní sbor Českobratrské církve evangelické v Krnově.

## Historie
V roce 1901 obdrželi krnovští evangelíci povolení ke stavbě kostela na pozemku, který zakoupili od knížete Lichtensteina. Návrh vypracoval Franz Blasch ve firmě krnovského stavitele Ernsta Latzela. Stejná firma kostel postavila v letech 1901–1903. Základní kámen byl slavnostně položen 28. června 1901. Otevřen a vysvěcen byl 29. června 1903. Rozpočet činil 32 000 rakouských korun. Po druhé světové válce kostel využívala také Církev československá husitská v období 1945–1961. V roce 1971 byla provedena oprava střechy a v období 1975–1978 byla provedena generální oprava kostela. Od roku 1986 je kostel kulturní památkou. V roce 1997 při povodni řeky Opavy bylo okolí kostela zaplaveno, interiér kostel nebyl přímo zasažen. Přesto vlivem podmáčení okolní kostela a poklesu půdy byla narušena podlaha kostela a poškozeno elektrické vytápění lavic z roku 1993. V roce 1998 byly provedeny výměny podlah za novu dlažbu a instalováno nové vytápění. Opravy byly hrazeny také z mimořádného povodňového fondu Jeronýmovy jednoty a z prostředků Ministerstva kultury ČR. Celkové náklady činily 600 000 korun.

## Architektura

### Exteriér
Kostel je volně stojící zděná omítaná neorientovaná trojlodní stavba s trojbokým závěrem a je postavena na obdélném půdorysu v novogotickém slohu. Po stranách pětibokého kněžiště jsou přistavěny sakristie obdélného půdorysu. V hlavním průčelí, které je orientováno na podélnou osu Husova náměstí, je vestavěna hranolová věž na půdorysu čtverce s osmibokým nástavcem. Po stranách průčelí jsou umístěny dvě polygonální schodišťové věže s boční vchody s motivy trojlístků v trojúhelníkových štítech. V ose věže je vchod s lomeným obloukem a trojúhelníkovým štítem. Nad vchodem je rozetové okno a nad ním dvojice úzkých protáhlých oken s lomeným záklenkem. Na čtvercovou věž ukončenou římsou nasedá osmiboký nástavec s dvojicemi oken v sudých stranách. Nad okny ciferník věžních hodin a trojúhelníkový štít ukončený fiálami. Nástavec je ukončen osmibokou jehlancovou střechou. Nároží věže a boční průčelí jsou členěna odstupňovanými opěráky. V bočních průčelích jsou čtyři okna s lomenými oblouky s kružbami s motivy čtyřlístků a jeptiškami.

### Interiér
Síňové trojlodí je zakončeno pětibokým kněžištěm se symetricky umístěnými sakristiemi po stranách. Je zaklenuto křížovými žebrovými klenbami. V nižších bočních lodích jsou vestavěny empory. Kněžiště má sedmipaprsčitou klenbu. Vnitřní přípory jsou zakončeny hlavicemi zdobenými rostlinným dekorem. Na kruchtě jsou varhany umístěné v novogotické skříni.

### Zvony
Při dostavbě kostela byly do věže zavěšeny tři bronzové zvony, které byly ulity zvonařskou firmou Gustav Schwabe v Krakovské Bělé. V období první světové války byly  všechny tři zabaveny pro vojenské účely. Nové zvony byly předány sboru v Krnově 1. července 1923. Během druhé světové války v roce 1942 byly zabaveny dva zvony, nejmenší zůstal ve věži.